# Nemours (priimek)
Nemours je priimek več ljudi:
- Charles Nemours, francoski general
- Henri Nemours, francoski general
- Jacques Nemours, francoski general
- Louis Nemours, francoski general